# Teratoppia creta
Teratoppia creta är en kvalsterart som först beskrevs av Sandór Mahunka 1986.  Teratoppia creta ingår i släktet Teratoppia och familjen Teratoppiidae. Inga underarter finns listade i Catalogue of Life.